# Claws (Charli XCX)
Claws è un singolo della cantautrice britannica Charli XCX, pubblicato il 23 aprile 2020 come secondo estratto dal quarto album in studio How I'm Feeling Now.

## Descrizione
Il testo di Claws riguarda l'amore ai tempi del distanziamento sociale; la cantante è stata ispirata dallo stato di quarantena che ha vissuto con il suo fidanzato per le regole di restrizione della pandemia di COVID-19 del 2019-2021.

## Tracce
1. Claws – 2:30